# Negative (албум)
Negative је први студијски албум српске рок групе Negative. Албум је објављен у децембру 1999. године за издавачку кућу Аутоматик, а првобитно је био доступан на касети и компакт-диску.

## Списак песама
| №               | Назив                     | Аутор(и)                                             | Трајање |  |
| 1.              | Ја бих те сањала          | И. Павловић (т, м)                                   | 3:48    |  |
| 2.              | Весела (И то је мој свет) | С. Вукомановић (т), М. Вукомановић и (м)             | 3:00    |  |
| 3.              | Облаци                    | И. Павловић (т), (м)                                 | 3:08    |  |
| 4.              | Свет туге                 | Г. Копил (т), И. Павловић (м)                        | 3:43    |  |
| 5.              | Секс                      | И. Павловић (т), (м)                                 | 3:45    |  |
| 6.              | Ти ме не волиш            | Г. Копил (т), И. Павловић (т, м)                     | 2:36    |  |
| 7.              | Време је                  | И. Павловић (т), (м)                                 | 2:36    |  |
| 8.              | Лаж                       | И. Павловић и С. Вукомановић (т), М. Вукомановић (м) | 4:26    |  |
| 9.              | Успаванка                 | Г. Копил (т), И. Павловић (м)                        | 3:27    |  |
| 10.             | Абракадуда (Баракуда)     | К. Лесендрић (м)                                     | 2:43    |  |
| Укупно трајање: | Укупно трајање:           | Укупно трајање:                                      | 33:12   |  |

## Музичари
- Постава групе:
  - Ивана Павловић — вокал
  - Владимир Ђурђевић Грле — гитара
  - Никола Радаковић Џони — гитара
  - Милен Златановић Змо — бас-гитара
  - Милош Билановић Билен — бубњеви[1][3]

## Остале заслуге
- Мирко Вукомановић — продуцент (1—9), миксовање (1—9)
- Влада Неговановић и  — продуценти (10)
- Горан Милисављевић — тонски сниматељ (1—9)
- Оливер Јовановић — миксовање (1—9)
- Слободан Нешовић — дизајн омота, фотографије
- Дејан Милићевић — фотографије[1][3]